# Pittidae
Pittidae este o familie de păsări paseriforme care se găsesc în Asia, Australasia și Africa. Există 44 de specii de pittidae, toate similare ca aspect general și obiceiuri. Cele mai apropiate rude ale lor în rândul altor păsări sunt în genurile Smithornis și Calyptomena. Inițial plasate într-un singur gen, începând cu 2009 au fost împărțite în trei genuri: Pitta, Erythropitta și Hydrornis. Pittidae sunt de mărime medie după standardele paseriforme, cu o lungime de 15-25 cm și sunt corpolente, cu picioare puternice, lungi. Au cozi foarte scurte și ciocuri robuste, ușor decurbate. Multe au un penaj viu colorat.
Cele mai multe pittidae trăiesc la tropice, dar câteva specii se găsesc și în zona temperată. Majoritatea trăiesc în păduri, dar unele s-au adaptat la viața în mărăcinișuri și mangrove.  Se deplasează mai ales pe sol, duc o viață în principal solitară și își caută hrana pe solurile umede din păduri. Se hrănesc cu râme, melci, insecte și alte nevertebrate, precum și cu vertebrate mici. Sunt monogame, femelele depunând până la șase ouă, pe care le depozitează într-un cuib mare, în formă de cupolă, într-un copac sau arbust, uneori pe sol. Puii sunt îngrijiți de ambii părinți. Patru specii de pittidae sunt migratoare, iar alte câteva sunt parțial migratoare, deși migrațiile lor au fost puțin studiate.

## Descriere

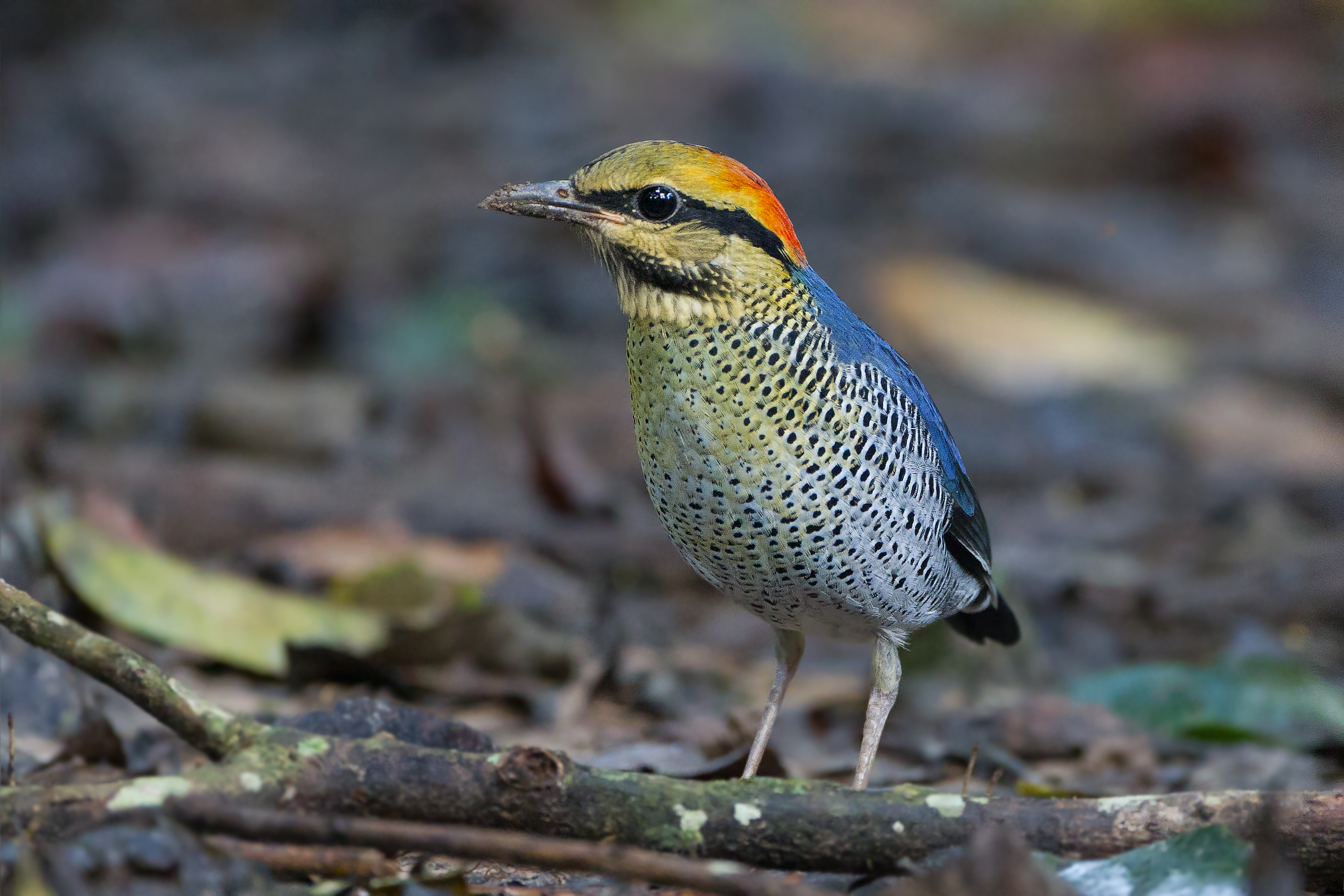
Pitta albastră este dimorfică din punct de vedere sexual, penajul strălucitor al acestei păsări înseamnă că este un mascul.

Pitta este o specie de paseri de dimensiuni mici și medii, variind ca mărime de la pitta cu bandă albastră de 15 cm până la pitta mare, care poate avea până la 29 cm lungime. În ceea ce privește greutatea, acestea variază între 42 și 210 g. Pitta este o pasăre cu corp robust, cu oasele inferioare ale picioarelor puternice și cu picioare lungi. Culoarea picioarelor poate varia chiar și în cadrul aceleiași specii. Aceasta poate fi o caracteristică folosită de femele pentru a judeca calitatea unui potențial partener. Cozile variază de la a fi scurte la foarte scurte și sunt compuse din douăsprezece pene.
Spre deosebire de cele mai multe alte specii de păsări care trăiesc la solul pădurilor, penajul lor este adesea strălucitor și colorat. Doar o singură specie, Hydrornis phayrei se caracterizează prin colorația blândă la ambele sexe. Genul Hydrornis, care include, printre alte specii, pita nepaleză (H. nipalensis), pita indochineză (H. soror) și pita cu cap ruginiu (H. oatesi), toate trei având un penaj mai închis și mai puțin distinctiv. Atât masculii, cât și femelele tind să aibă o colorație foarte asemănătoare. Cu toate acestea, în genul Hydrornis există dimorfism sexual, în care penajul femelelor nu este la fel de distinctiv ca cel al masculilor. La majoritatea membrilor familiei, culorile mai vii tind să se dezvolte pe partea inferioară a corpului, în timp ce zonele de pene colorate și strălucitoare de pe aripi și penele de la coadă pot fi ascunse ușor. Această abilitate oferă protecție împotriva prădătorilor; ca păsări de subpădure, sunt cel mai vulnerabile la atacurile venite de sus. Doar patru specii de pittidae au partea superioară a corpului mai deschisă.

## Specii
Există 44 de specii de pittidae din trei genuri, conform raportului Birds of the World: Recommended English Names al Congresul internațional de ornitologie.
| Imagine | Gen                          | Specie |
| ------- | ---------------------------- | --- |
|         | Hydrornis Blyth, 1843        | - Hydrornis phayrei - Hydrornis nipalensis - Hydrornis soror - Hydrornis oatesi - Hydrornis schneideri - Hydrornis caerulea - Hydrornis baudii - Hydrornis cyanea - Hydrornis elliotii - Hydrornis guajana - Hydrornis irena - Hydrornis schwaneri - Hydrornis gurneyi |
|         | Erythropitta Bonaparte, 1854 | - Erythropitta kochi - Erythropitta erythrogaster - Erythropitta dohertyi - Erythropitta celebensis - Erythropitta palliceps - Erythropitta caeruleitorques - Erythropitta rubrinucha - Erythropitta rufiventris - Erythropitta meeki - Erythropitta novaehibernicae - Erythropitta macklotii - Erythropitta arcuata - Erythropitta granatina - Erythropitta ussheri - Erythropitta venusta |
|         | Pitta Vieillot, 1816         | - Pitta sordida - Pitta maxima - Pitta superba - Pitta steerii - Pitta angolensis - Pitta reichenowi - Pitta brachyura - Pitta nympha - Pitta moluccensis - Pitta megarhyncha - Pitta concinna - Pitta elegans - Pitta vigorsii - Pitta versicolor - Pitta anerythra - Pitta iris |

## Galerie

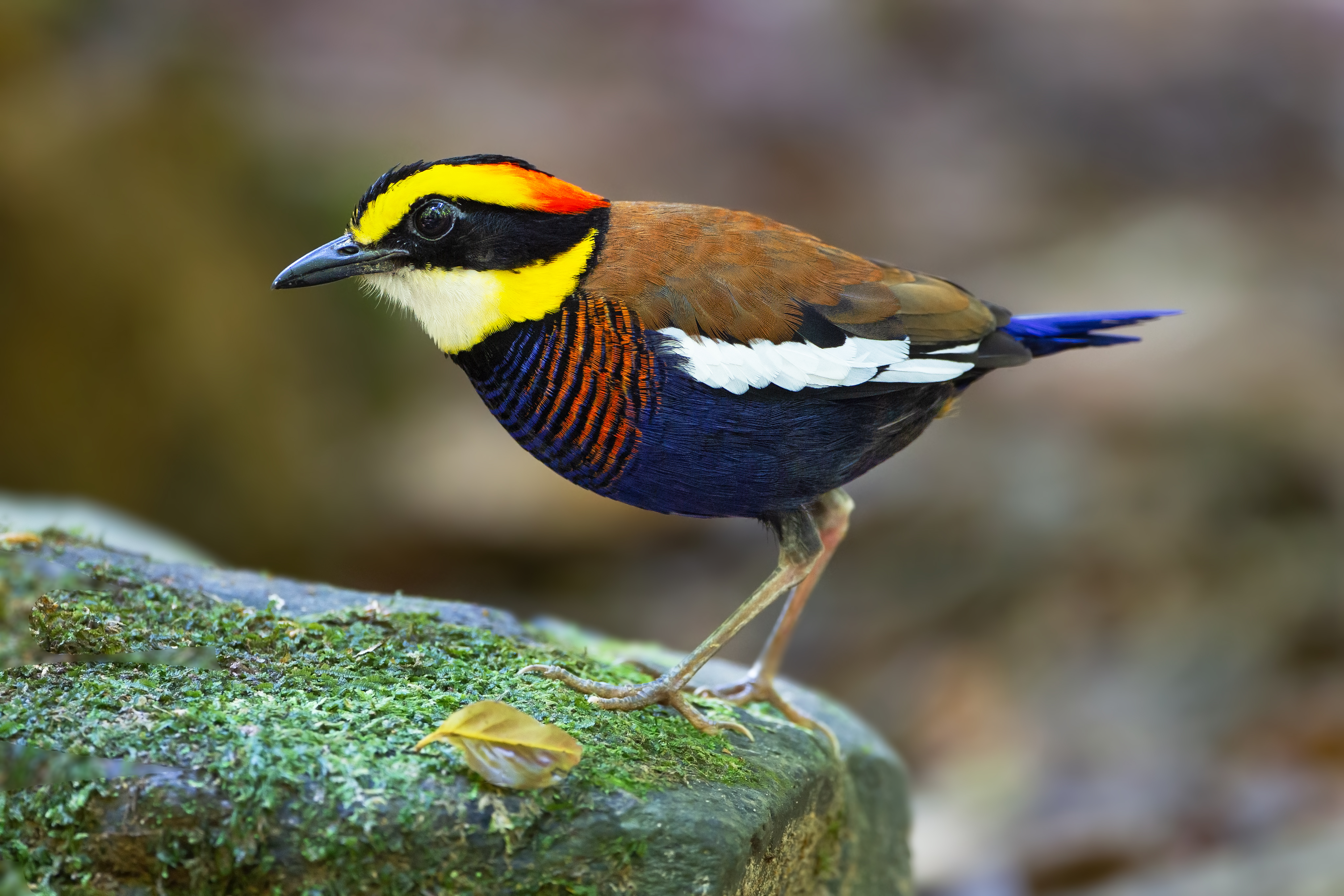
Hydrornis irena
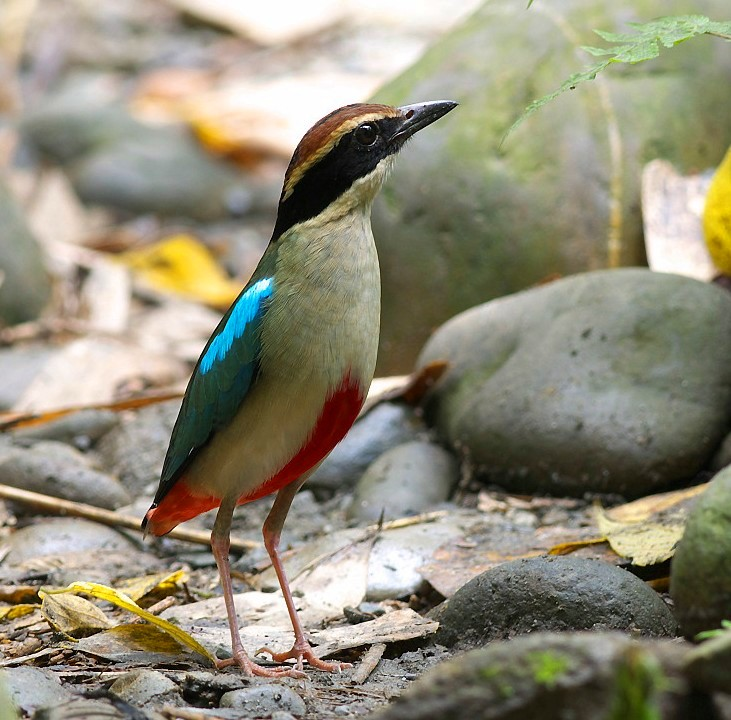
Pitta nympha
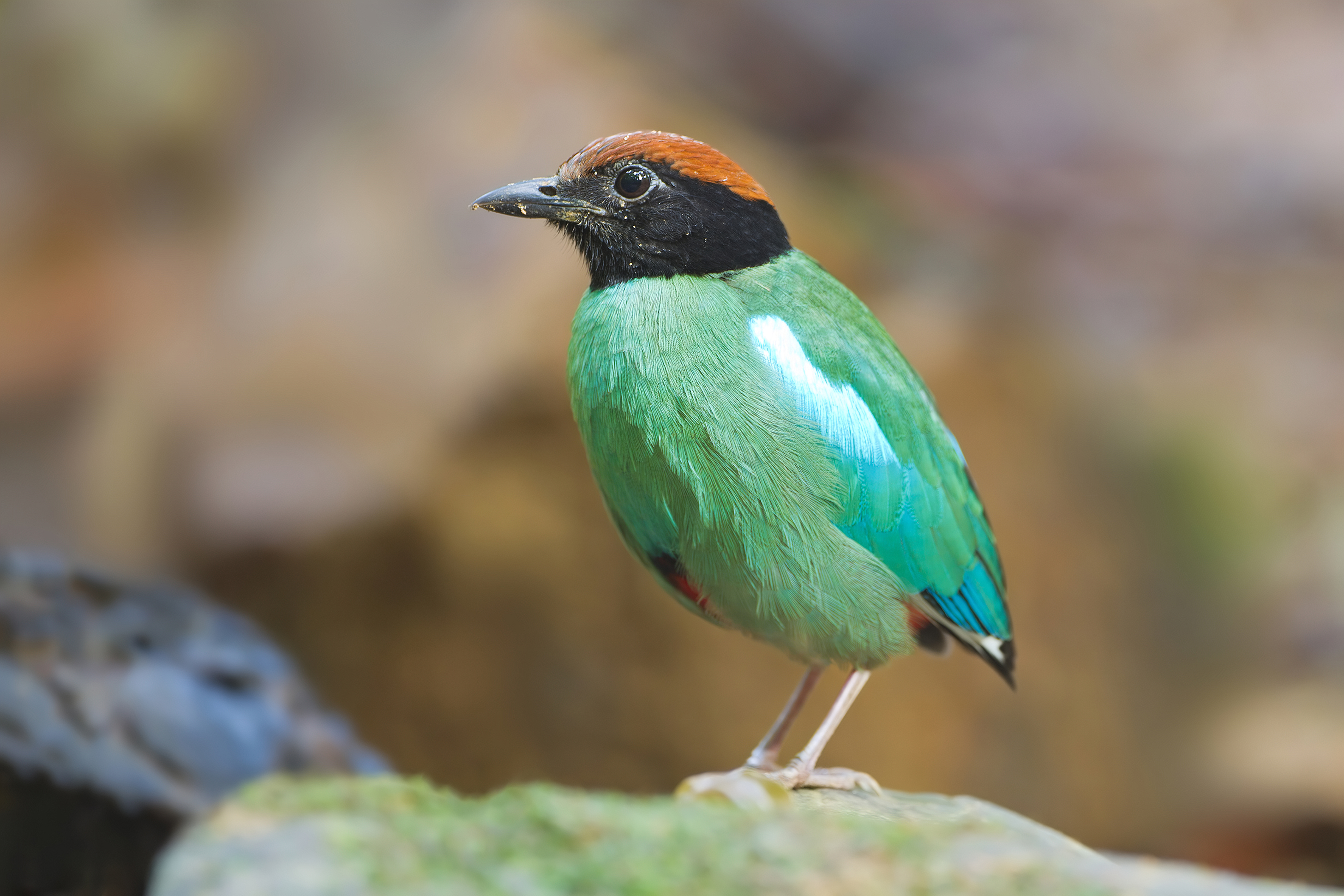
Pitta sordida
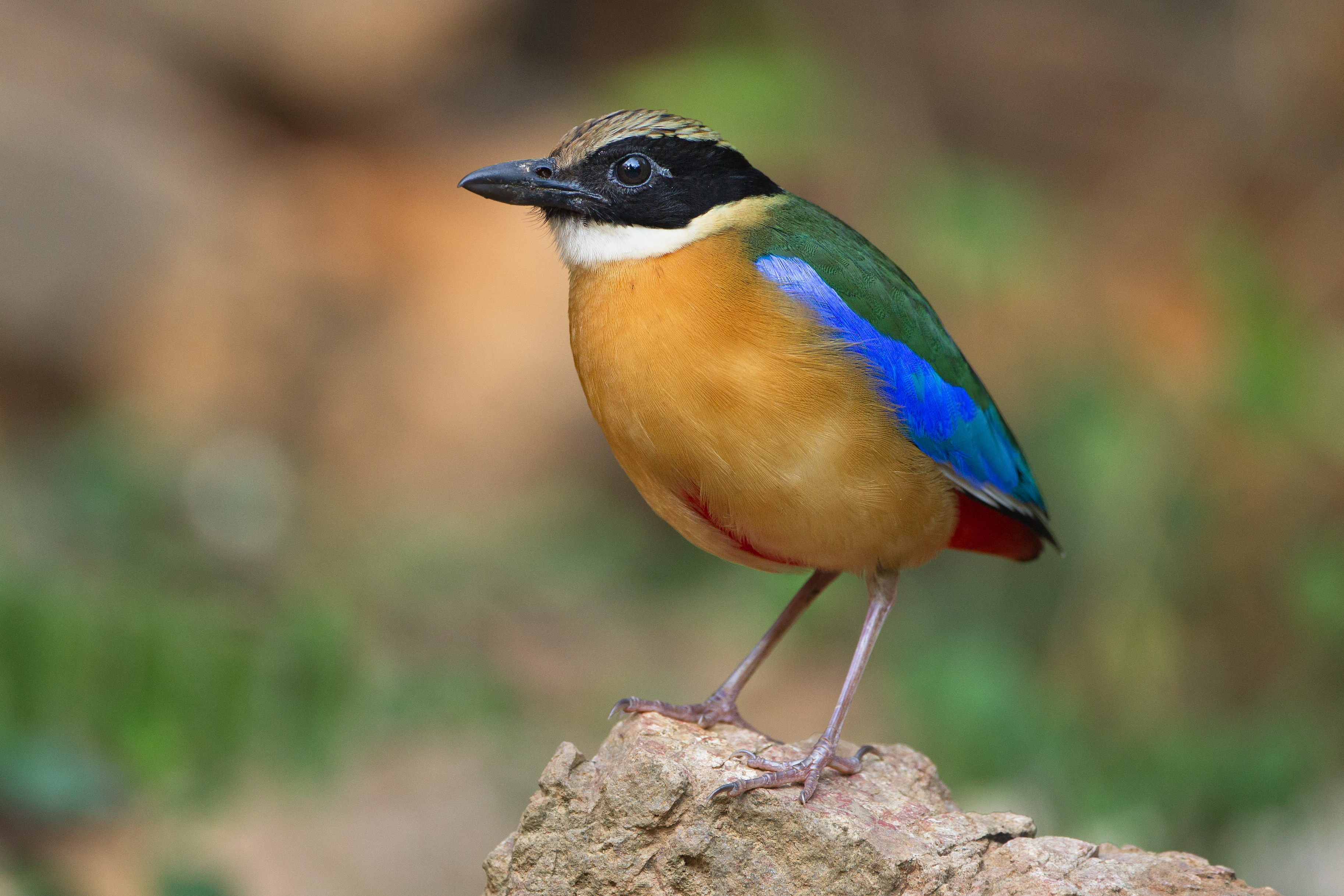
Pitta moluccensis